# Krassó György
Krassó György János, közkeletű becézős formában Krassó Gyuri (Budapest, 1932. október 19. – Budapest, 1991. február 12.) a szocializmus értelmiségének közismert ellenzéki szereplője, 1986-tól a Szabad Európa Rádió munkatársa.

## Tanulmányai
Zsidó származású, kommunista érzelmű, értelmiségi családban született.
Négy elemi osztályt végzett (1939–1943), a budapesti Trefort utcai Gimnáziumban (1943–1948), a Kölcsey Ferenc Gimnáziumban tanult (1948–1949). Tanulmányait megszakítva a Csepeli Vas- és Fémművek (ill. későbbi nevén a Rákosi Mátyás Vas- és Fémművek) Gépgyárában ipari tanuló (1949–1951), horizontál-esztergályos képesítést szerzett (1951), egyúttal ipari tanulóként beiratkozott a Jedlik Ányos Dolgozók Gimnáziumába (1951-ben érettségi vizsgát is tett).
Középiskolai tanulmányainak befejezése után a Magyar Közgazdaság-tudományi Egyetemen, ill. az MKKE Statisztika Szakán tanult (1951–1955), államvizsgái előtt kizárták az egyetemről (igazolatlan óramulasztásai, engedély nélküli munkavállalása és „destruktív” nézetei miatt, 1955. ápr. 12.). Az MKKE-n Berend T. Iván rektor támogatásával közgazdász okl. szerzett (1976), doktorált (1977). 1947–1953 között a Magyar Kommunista Párt tagja volt, ahová korengedménnyel lépett be. Gimnáziumi tanulmányait megszakítva, 17 évesen a csepeli vasgyárban kezdett el dolgozni, ahol 1951-ben horizontál-esztergályos oklevelet szerzett, amivel 1951-től a budapesti Marx Károly Közgazdaságtudományi Egyetemen munkásfiatalként tanulhatott tovább (munkája mellett a dolgozók gimnáziumában le is érettségizett 1951-ben). 1955-ben, az államvizsgái előtt önálló politikai véleménynyilvánításai és rendszeres hiányzásai miatt, több fegyelmi után kizárták az egyetemről. Csak később, 1976-ban engedélyezték számára, hogy diplomáját megszerezze. 1977-ben doktorált közgazdaság-tudományból.

## Életútja
Szülei: Krassó Dezső (Selénd, 1893. aug. 16. – Bp., 1971. ápr. 3.; Temetés: 1971. ápr. 13. Rákoskeresztúr) jogász, ügyvéd, a Külügyminisztérium Nemzetközi Jogi Osztályának vezetője (1945–1949), nyugdíjazása után, a Magyar–Szovjet Társaság nyelvtanára, Szőke Katalin (Bp., 1904. dec. 1. – Bp., 1982. jan. 17.; Temetés, hamvasztás utáni búcsúztatás: 1982. febr. 23. Rákoskeresztúr), a Ganz-kapcsológyár technológusa, akik 1929. december 7-én kötöttek házasságot Budapesten. Krassó Dezső testvére: Rosskopf Béláné Krassó Edit. Az 1956-os forradalomban részt vett a Rádió ostromában, majd a fegyveres és az illegális ellenállásban, valamint haláláig a különböző ellenzéki mozgalmakban. 1957-ben tízévi börtönbüntetésre ítélték, de 1963-ban amnesztiával szabadult. Emigrációjáig rendőri felügyelet alatt állt.
Előadója volt az 1980 körül működő „repülő egyetem”-nek, a Hétfői Szabadegyetemnek, 1981-ben 10 embert beidéztek, miután a szabadegyetemen megemlékezést szervezett a forradalomról.
1982-ben „Magyar Október” névvel saját szamizdatkiadót hozott létre. 1984-ben rendőrhatósági megrovásban részesítették.
Dr. Krassó Györgynek az 1956-os ellenforradalmi eseményekről, a Magyar Népköztársaság alkotmányos rendje elleni gyűlöletkeltésre alkalmas nyilatkozatát a Szabad Európa Rádió két részben, 1984. január 26-i és február 1-ji Kommentár nélkül c. adásában sugározta.
Nevezett a nyilatkozat írott változatán módosításokat eszközölt, és a műsor szerkesztőjéhez, Kasza Lászlóhoz több csatornán keresztül is eljuttatta azt. A SZER adásában már a korrigált szöveg hangzott el.
Dr. Krassó György cselekményével a Btk. 269. § (1) bek. b) pontjába ütköző és a (3) bek. szerint minősülő (tehát nagy nyilvánosság előtt elkövetett és három évig terjedő szabadságvesztéssel büntetendő – a szerk.) közösség megsértése bűntettét valósította meg.
A gyanúsított az eljárás során beismerő vallomást tett. Személyi körülményeire – büntetlen előéletűnek minősül, beteg, rokkantsági nyugdíjas – és az ügy tárgyi súlyára tekintettel a megrovás (Btk. 71. § – a szerk.) megalapozott és elkövetésével arányban álló. A nyomozás megszüntetése az előzőek alapján indokolt. Felhívom azonban dr. Krassó György figyelmét, hogy tartózkodjon bűncselekmény elkövetésétől, tartsa tiszteletben a Magyar Népköztársaság törvényeit.
Budapest 1984. június 15.
1985-ben Londonban meglátogatta haldokló bátyját – ekkor kért és kapott menedékjogot Nagy-Britanniában. A Szabad Európa Rádiónak és a BBC-nek dolgozott. Csak 1989-ben, Nagy Imre és mártírtársainak újratemetésére tért vissza Magyarországra, de – Bokros Péter emlékezése szerint – csak egy súlyos csalódással lett gazdagabb (ld. itt). Megalapította a Magyar Október Pártot, amelynek a választáson való indulását a hatóságok adminisztratív úton akadályozták meg, ezáltal nem volt esélye, hogy bejuthasson a Parlamentbe, illetve az 56-os Szövetséget, amely 1990. május 20-án lett bejegyezve és annak első elnöke. 1991-ben, alig 58 éves korában szívinfarktusban halt meg, temetésén Göncz Árpád és Wittner Mária mondott beszédet.
Testét 1991. március 11-én kívánságának megfelelően az Új köztemetőben helyezték nyugalomra. 2014-ben exhumálták, majd a Fiumei úti sírkertben díszsírhelyen, zárt körű részvétellel újratemették (57-D-1-1/A).

## ÁBTL iratok
- 3.1.5. O-19619/5 "Lidi" Dr. Krassó György közgazdászt az állambiztonság (a BM III/III. Osztály) folyamatosan figyeltette. Az ÁBTL-ben 303 dosszié maradt meg Róla. Kapcsolatai, életmódja, politikai véleménye a jelentésekből jól követhető. A dossziéban említésre került az Emberi Jogok Svájci Ligája elnevezésű szervezet, továbbá a "hétfői szabadegyetem" történetének alakulását is nyomon követhető az iratban. Az 1970-es évek végének és az 1980-as évek elejének értelmiség-kutatásának jelentős forrása a több kötetből álló dosszié. A célszemély ellen 3/a operatív rendszabályt is alkalmaztak. 1997-1981.
- Kinda Gabriella. Betekintő 2017/3. A Nádor utca-akció. ÁBTL 2.7.1. III/III-126-126/1. 1989. június 30. Krassó és köre operatív figyelése nem kifejezetten az utca átnevezési akcióval függött össze. Az állambiztonsági szervek Krassó elszántságát és szervezőképességét már jól ismerték. „Június közepe óta többször jelentettünk arról, hogy a Nagy Imre temetésére hazaérkezett Krassó György egy új, „56-os pártot szervez. […] Krassó nyíltan hangoztatott célja, hogy az alakuló pártba azok tömörüljenek, akik a jelenleginél – beleértve az SZDSZ és az MDF követeléseit is –radikálisabb változásokat sürgetnek. Koncepciója szerint a párt kifejezetten 56-os hagyományokhoz nyúlna vissza. Követelné többek között a szovjet csapatok azonnali és feltétel nélküli kivonását, a szabadságjogok teljes biztosítását, a néphatalom érvényesülését és az új gazdasági és életszínvonal-politika bevezetését.”[9]
- Napi Operatív Információs Jelentések, 1982. január–március. Az 1982. évi 6. számú összefoglaló jelentésből, 1982. január 8. Krassó György. Intézkedés: – dr. Krassó György kompromittálására operatív intézkedéseket vezetnek be. Folytatják a bizalmas nyomozást. (III/III)[10]

## Emlékezete

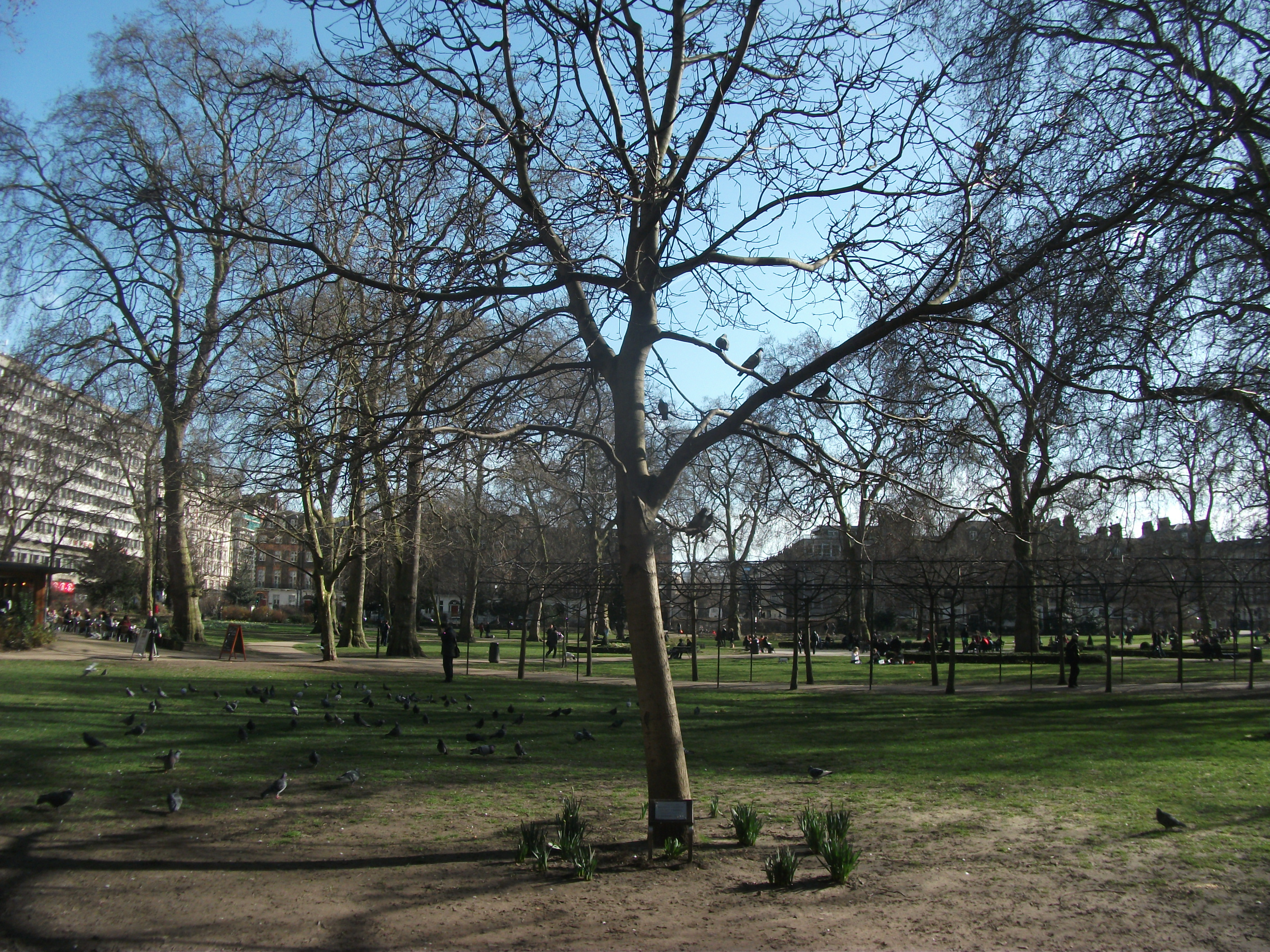
Krassó György emlékére ültetett diófa Londonban.

- 2002. október 23-ától emléktábla őrzi a nevét Budapest I. kerületében, a Fő utcában.
- Szintén 2002-ben emléktáblát leplezett le az Inconnu Csoport is az V. kerületi Nádor utcában.
- Halála után özvegye, Háy Ágnes a londoni Russell Square-en lévő parkban diófát ültetett emlékére és itt avatott emléktáblát a londoni Magyar Kulturális Központ.[11]
- Sírja a Fiumei úti sírkert 57-es parcellájában.

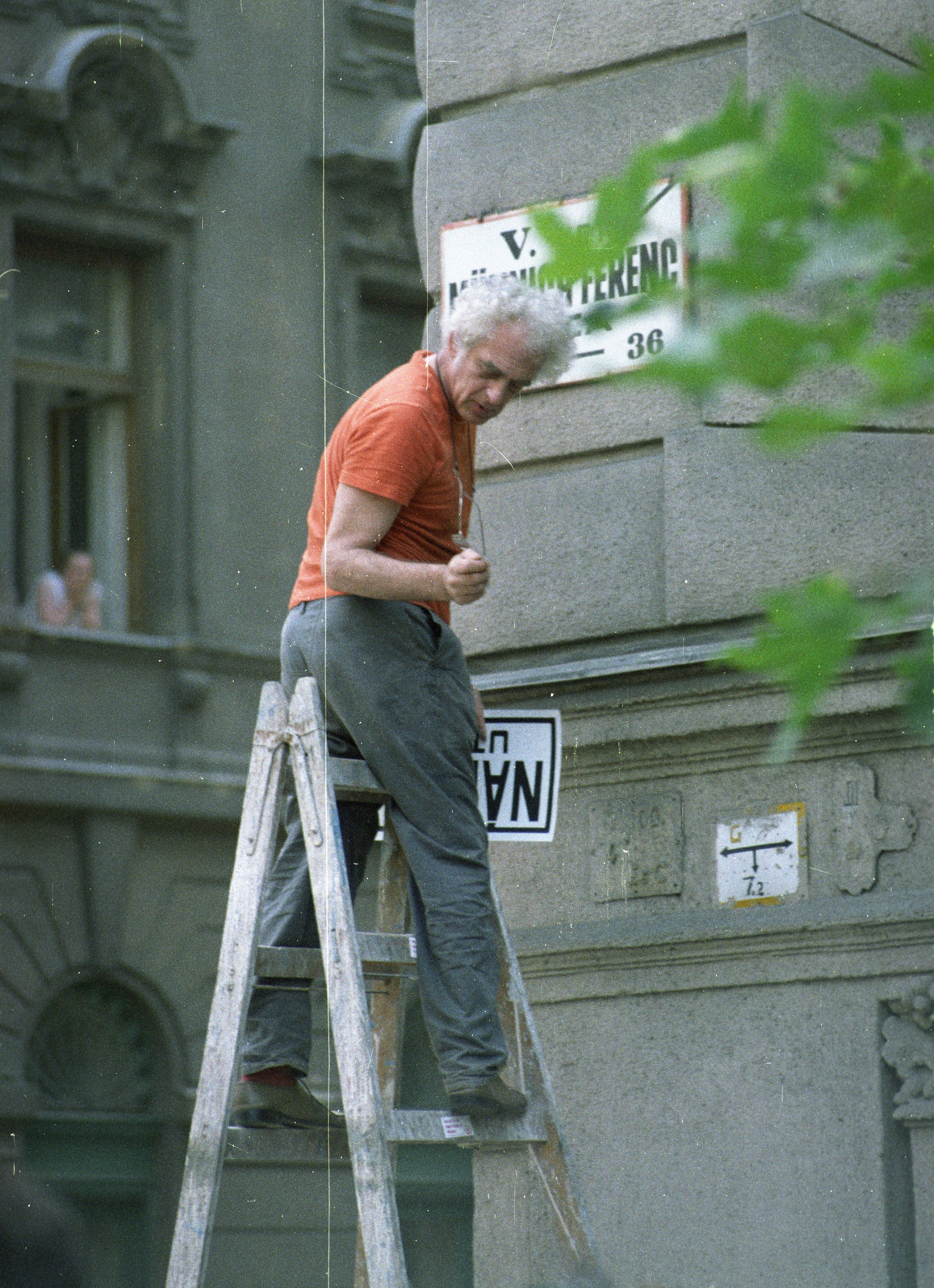
1989. Krassó György látványos akciója a budapesti Münnich Ferenc utcai demonstráción, amelyen az utcatáblákat letakarták, és Nádor utca feliratokat helyeztek el

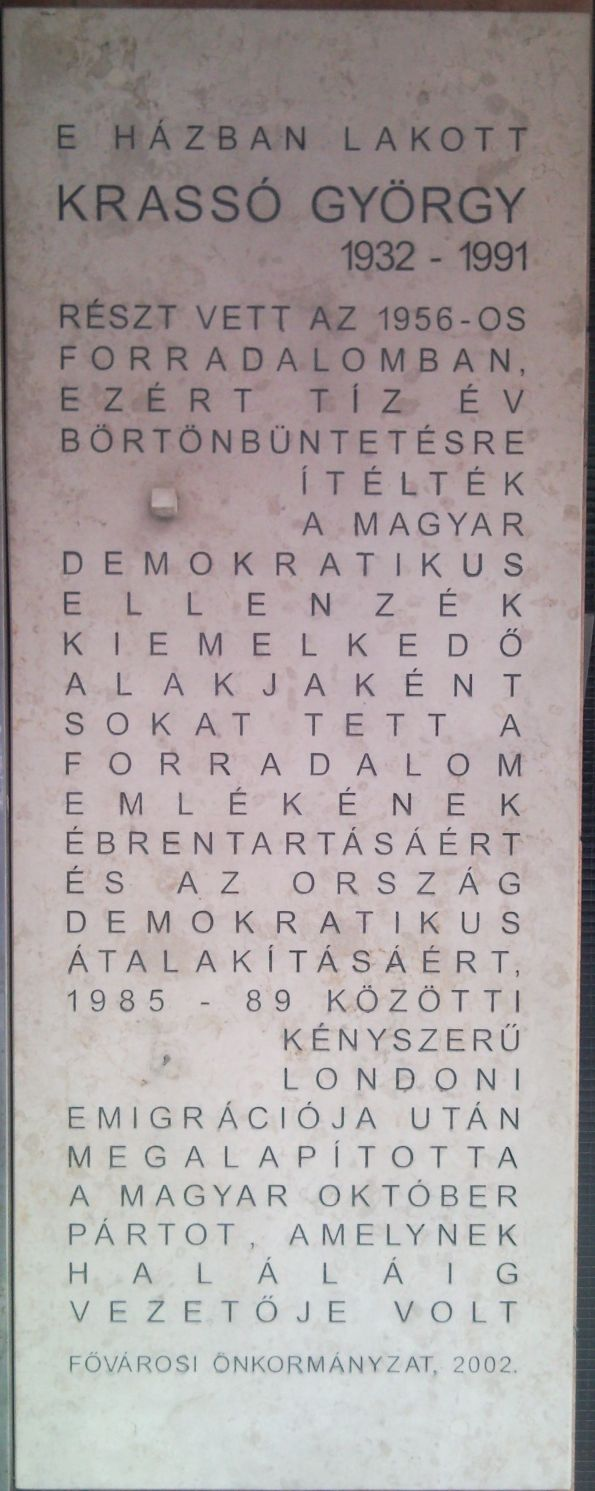
Emléktáblája:
I. kerület Fő Utca 37/B.

## Írásai
- Maradj velünk. Krassó György írásai (összeáll., jegyzet: Hafner Mónika, Zsille Zoltán.) Budapest, Magán–Zárka Kiadó, 1991. 388 p. 
  - Krassó György 1956-ban írt újságcikkeit, röplapokat, illetve börtönverseit, a 80-as években szamizdatként megjelent naplójegyzeteit és publicisztikáját, valamint a londoni emigráció idején a SZER számára készített jegyzeteit, elemzéseit gyűjti egybe a kötet, továbbá tartalmazza a Bozóki András által vele készített életút-interjút. (Első megjelenése: "Statárium és happening" Mozgó Világ, 1990. január, 63-76. o.)